# 1995 no Brasil
Esta é uma cronologia dos fatos acontecimentos de ano 1995 no Brasil.

## Incumbente
- Presidente do Brasil - Fernando Henrique Cardoso (1 de janeiro de 1995 - 1 de janeiro de 2003)
- Vice-Presidente do Brasil - Marco Maciel (1 de janeiro de 1995 - 1 de janeiro de 2003)

## Eventos
- 1 de janeiro: Fernando Henrique Cardoso toma posse como o 34° presidente do Brasil.[1]
- 1 de março: Imperatriz Leopoldinense ganha o Carnaval do Rio de Janeiro desse ano e Gaviões da Fiel, de São Paulo.[2]
- 19 de maio: Bertioga se torna um município independente. Antes fazia parte de Santos.
- 9 de agosto: Um conflito armado entre sem-terra e policiais militares deixa dez mortos em Corumbiara, no estado de Rondônia.[3]
- 12 de outubro: O bispo da Igreja Universal, Sérgio von Helde, chuta uma estátua da padroeira do país durante dois programas da Rede Record.[4]
- 21 de dezembro: Fundação da cidade de Pintópolis
- Criação do Mercosul
- Controle das inflações
- Programa de privatizações
- Inicio do governo em 2 (dois) mandatos.

## Nascimentos
- 5 de janeiro: Whindersson Nunes, youtuber e comediante.
- 22 de julho: Marília Dias Mendonça, cantora e compositora (m. 2021).